# 黒木実
黒木実（くろきみのる、1948年 - ）は、日本の建築家。黒木実建築研究室を主宰。千葉県生まれ。
1968年、日本大学短期大学部工科建築科卒業。1968年、柏市役所。1970年、東孝光建築研究所。1977年、黒木実建築研究室を設立。主な作品に東京都練馬区H邸、Y邸、ＡＮ邸、GOLF HOUSE、白浜の家、遊風海舎などを手掛けている。